# Angel Heart (album)
Angel Heart è il nono album in studio della cantante gallese Bonnie Tyler, pubblicato nel 1992.

## Tracce
Testi e musiche di Dieter Bohlen tranne dove indicato.
1. Fools Lullaby – 3:52
2. Take a Chance – 3:39
3. Race to the Fire – 3:52
4. Sending Me Angels – 5:27 (Frankie Miller, Jerry Lynn Williams)
5. Call Me – 3:59
6. Angel Heart – 3:49
7. Daytime Friends – 4:19
8. God Gave Love to You – 4:31
9. All We Have Is Tonight – 3:36
10. I'm Only a Lonely Child – 3:09
11. Born to Be a Winner – 4:13
12. Save Your Love (feat. Frankie Miller) – 5:16 (Jerry Lynn Williams)
13. You're the Greatest Love – 3:52 (Dieter Bohlen, Bonnie Tyler)
14. I Cry Myself to Sleep at Night – 4:23 (Craig Joiner, Robert John "Mutt" Lange, Anthony Mitman)

## Classifiche
| Classifica (1992-93) | Posizione raggiunta |
| -------------------- | ------------------- |
| Austria              | 9                   |
| Finlandia            | 13                  |
| Germania             | 28                  |
| Norvegia             | 4                   |
| Svezia               | 30                  |
| Svizzera             | 14                  |
| Ungheria             | 39                  |